# Рамсес X
Рамсес X — фараон Древнего Египта из XX династии (Рамессиды), правивший приблизительно в 1108—1105 годах до н. э.

## Биография
Возможно, Рамсес X был сыном Рамсеса IX или его зятем, а также мужем царицы Тити, но это бездоказательно. Во всяком случае, Тити, которая известна как «дочь фараона, жена фараона и мать фараона», более чем кто-либо подходит под роль супруги Рамсеса X. Если признать Рамсеса IX отцом Рамсеса X, то его матерью вполне могла быть царица Бакенверел.
Об этом фараоне практически ничего не известно, за исключением того, что при нём в стране царил беспорядок и продолжались ограбления гробниц. Расхищению подверглись захоронения одной из жён Сети I, Аменхотепа III и другие. Неизвестной остаётся даже длительность его правления. Его 1-й и 2-й года правления засвидетельствованы в Туринском папирусе 1932+1939. Третий год известен из сохранившихся записей в посёлке рабочих царского некрополя в Дейр-эль-Медина.
Записи повествуют, что в 3-й год правления Рамсеса X 6, 9, 11, 12, 18, 21 и 24 числах III месяца сезона Перет (то есть «Всходов») рабочие были вынуждены бездействовать и не выходили на работу из-за страха перед «обитателями пустыни» (то есть перед ливийцами). Это наглядно показывает, что шайки ливийцев бесчинствовали по всей стране и в своих набегах доходили до Фив.
Рамсес X был последним фараоном Нового царства имя которого засвидетельствовано в Нубии — его царское имя сохранилось на столбе храма в Анибе. Также сохранились небольшая стела и надпись на присвоенном сфинксе в Карнаке.
Гробница Рамсеса X в Долине царей (KV18) не была завершена и сомнительно, что он там был когда-нибудь похоронен. Данных о каких-либо фрагментах погребальной утвари из этой усыпальницы нет. До последнего времени она была засыпана щебнем; доступен был лишь её первый коридор. В ходе работ 1998—2000 годов она была расчищена полностью и тщательно задокументирована. Мумия Рамсеса X не обнаружена или не идентифицирована. Царица Тити похоронена в Долине цариц, где была найдена её гробница (QV52).
Видимо Рамсес X правил 3 или, максимум, 4 года, а не 9—10 как считалось ранее.